# Ricardo Ferrari
Ricardo Ferrari (Vedia, 18 de enero de 1957) es un guionista de historietas argentino. Es famoso por sus contribuciones a series como Nippur de Lagash y Gilgamesh el inmortal, realizadas principalmente para la editorial Columba.
Nacido en Vedia (Provincia de Buenos Aires), Ferrari vivió en Junín y en Buenos Aires (Capital Federal), donde cursó estudios de biología desde 1974. Simultáneamente comenzó a trabajar como guionista de historietas, como ayudante de Robin Wood y como alumno de Alfredo Grassi. Prolífico, versátil e imaginativo, Ferrari ha creado gran cantidad de historietas de aventuras para el sello Columba.
Entre 1989 y 1999 Ferrari realizó una destacada colaboración junto al dibujante Carlos Gómez en las series Kent y Capellán (para Editorial Columba), además de algunas miniseries e historias sueltas.